# VERS
VERS(Victorian Electronic Records Strategy) 또는 빅토리아 주 전자 기록 관리 전략는 호주 빅토리아 주 보존 기록관(Public Record Office Victoria, PROV)이 전자 기록을 획득·관리·보존하기 위해 수립한 전략으로서, 표준·지침·훈련·자문·실행 프로젝트를 포함하는 구조로 구성되어 있다. 전자 기록의 신뢰성과 진본성을 유지하는 아카이빙이 전략의 중심 목표이다. 보존 기록 단계뿐만 아니라 기록의 생산 및 현용 활용 단계에서부터 이관과 보존을 염두에 두고 관리하는 접근 방식을 취하는 것이 특징이다.
전자 기록의 보존을 위한 시스템 요건, 메타데이터 스킴, 표준 전자 기록 포맷, 장기 보존 포맷, 빅토리아 주립 보존 기록관으로의 전자 기록 이관 표준 등이 포함된다. 이는 다양한 나라에서 진본 전자 기록의 장기 보존 전략에 응용되고 있다.

## 같이 보기
- 기록 관리